# Dick Carroll

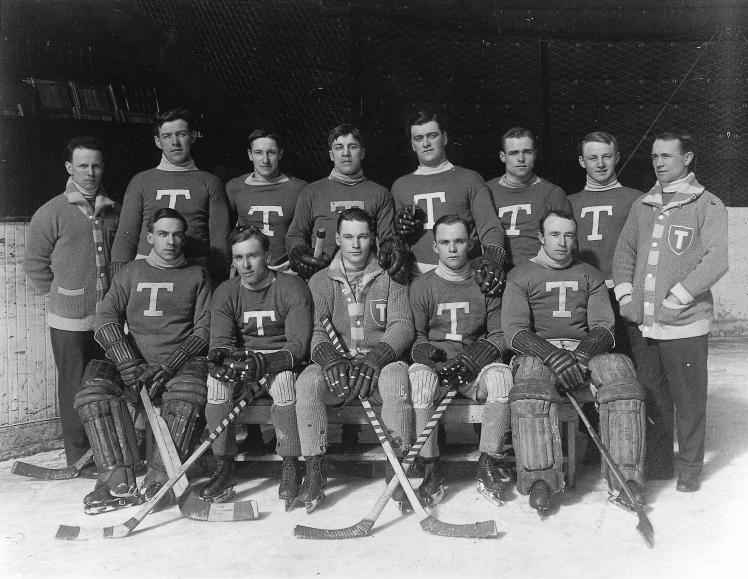
Dick Carroll, längst till vänster, med Toronto Blueshirts säsongen 1913–14. Längst till höger står äldre brodern och tränarkollegan Frank Carroll.

Richard Leo "Dick" Carroll, född 1888 i Guelph, Ontario, död 21 januari 1952 i Guelph, var en kanadensisk ishockeytränare.

## Karriär
Dick Carroll vann Stanley Cup som tränare två gånger, säsongen 1913–14 som assisterande tränare för Toronto Blueshirts, då laget vann sina matchserier mot Montreal Canadiens och Victoria Aristocrats, samt säsongen 1917–18 som huvudansvarig tränare för Toronto Arenas då Vancouver Millionaires besegrades i finalserien med 3-2 i matcher. Vid båda tillfällena hade han hjälp med tränarsysslorna från äldre brodern Frank Carroll. 

## Statistik
M = Matcher, V = Vinster, F = Förluster, O = Oavgjorda, P = Poäng
| Lag            | Säsong  | Grundserie | Grundserie | Grundserie | Grundserie | Grundserie | Grundserie | Slutspel         |
| Lag            | Säsong  | M          | V          | F          | O          | P          | Resultat   | Resultat         |
| -------------- | ------- | ---------- | ---------- | ---------- | ---------- | ---------- | ---------- | ---------------- |
| Toronto Arenas | 1917–18 | 22         | 13         | 9          | 0          | 26         | 2:a i NHL  | Vann Stanley Cup |
| Toronto Arenas | 1918–19 | 18         | 5          | 13         | 0          | 10         | 3:a i NHL  | –                |